# با خشم به گذشته بنگر
با خشم به گذشته بنگر (به انگلیسی: Look Back in Anger) یک فیلم سینمایی بریتانیایی در ژانر درام محصول سال ۱۹۵۹ میلادی با بازی ریچارد برتون، مایکل بالفور، کلر بلوم و مری اوره به کارگردانی تونی ریچاردسون می‌باشد. این فیلم براساس نمایشنامه جان آزبورن در مورد یک مثلث عشقی است که شامل یک جوان کارگر باهوش اما سرخورده (جیمی پورتر)، همسر طبقه متوسط او و دوست صمیمی آن جوان.